# اروین باوئر
اروین باوئر (آلمانی: Erwin Bauer؛ زادهٔ ۱۷ ژوئیهٔ ۱۹۱۲ در اشتوتگارت، درگذشتهٔ ۳ ژوئن ۱۹۵۸ در کلن) رانندهٔ مسابقات اتومبیل‌رانی فرمول یک اهل آلمان بود که در فصل ۱۹۵۳ در مجموع در یک گراند پری شرکت کرد، اما موفق به کسب هیچ امتیازی نشد.
باوئر در ۳ ژوئن ۱۹۵۸ بر اثر تصادف رانندگی در نوربورگ‌رینگ در دور پس از پایان مسابقه در کلن درگذشت.